# 로보컵 주니어
로보컵 주니어(RoboCup Junior, RCJ) 또는 로보컵주니어(RobocupJunior)는 비영리 로봇 조직인 로보컵의 한 부서이다. 이는 교육에 중점을 두고 초등 및 중등학생(기술적으로 최대 19세)에게 로보컵 프로젝트(로봇 제작)의 더 큰 목표를 소개하는 것을 목표로 한다. 참가자들은 축구, 구조, 댄스 등 세 가지 주요 리그 중 하나에서 경쟁한다. 댄스 시어터(Dance Theatre)도 댄스의 하위 리그로 존재하며, 프리미어 레스큐(Premier Rescue)는 호주와 뉴질랜드 대회의 일부이다.

## 국제 경기
- 2000: 멜버른 빅토리아주 오스트레일리아
- 2001: 시애틀 워싱턴주 미국
- 2002: 후쿠오카시 일본
- 2003: 파도바 이탈리아
- 2004: 리스본 포르투갈
- 2005: 오사카시 일본
- 2006: 브레멘 독일
- 2007: 애틀랜타 조지아주 미국
- 2008: 쑤저우시 중화인민공화국
- 2009: 그라츠 오스트리아
- 2010: 싱가포르
- 2011: 이스탄불 튀르키예
- 2012: 멕시코시티 멕시코
- 2013: 에인트호번 네덜란드
- 2014: 주앙페소아 브라질
- 2015: 허페이시 중화인민공화국
- 2016: 라이프치히 독일
- 2017: 나고야시 일본
- 2018: 몬트리올 캐나다
- 2019: 시드니 오스트레일리아
- 2022: 방콕 태국
- 2023: 보르도 프랑스

## 같이 보기
- 로봇 경기 목록
- 세계 로봇 올림피아드